# لافوتشكين-غوربونوف-غودكوف لاغغ-3
افوتشكين-غوربونوف-غودكوف لاغغ-3 (بالروسية: Лавочкин-Горбунов-Гудков ЛаГГ-3) طائرة مقاتلة سوفيتية يعود تاريخها للحرب العالمية الثانية، وتُعتبر النسخة المُطوّرة من سابقتها لاغغ-1، كما كانت واحدة من الطائرات الحديثة لدى القوات الجوية السوفيتية إبان الغزو الألماني للاتحاد السوفيتي عام 1941.
وهي طائرة ثقيلة على الرغم من هيكلها الخشبي، ومع ذلك، وصلت معدّلات إنتاجها إلى 12 طائرة في اليوم، حتى وصل العدد الإجمالي من الوحدات المُنتجة إلى 6,528 وحدة وقتما توقّفت آخر المصانع المُنتجة لهذا الطراز؛ مصنع 31 بتبليسي؛ عن الإنتاج عام 1944 وتحويل خطوط الإنتاج للطائرة ياك-3.